# Parque Recreativo dos Moinhos de Santana
O Parque Recreativo dos Moinhos de Santana é um parque situado em Lisboa, na freguesia de Belém, nas imediações do Parque Florestal de Monsanto. Deve o seu nome à presença de dois moinhos de vento, os Moinhos de Santana, na zona mais elevada do espaço.

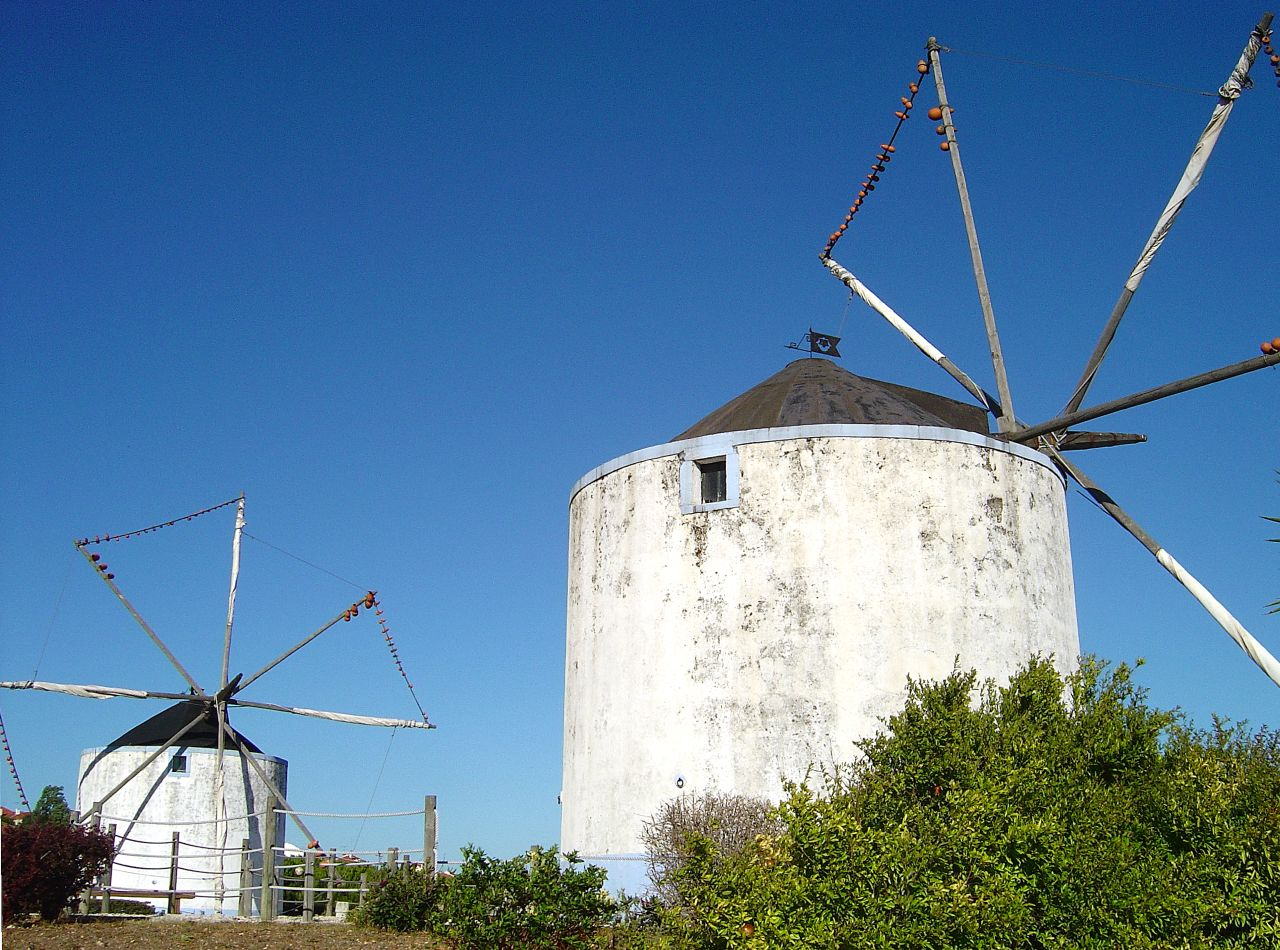
Os Moinhos de Santana dão nome ao parque

Possui uma área de cinco hectares delimitada pela Estrada de Caselas e pela Rua Tristão Vaz.
O parque está aberto ao público desde 1997, como grande área de lazer e recreio, enquadrando os moinhos numa ampla zona verde com relvados, muitas árvores e arbustos, onde se destacam alguns exemplos da flora como o cipreste-da-Califórnia, a alfarrobeira, a amendoeira, a oliveira e o pinheiro-manso.